# Arayashiki
Arayashiki (阿頼耶識)  é a transliteração para o japonês do termo sânscrito budista Alaya-vijnana. Pode ser traduzido em português como Consciência-Armazém.

## Os nove saberes
A formulação do conhecimento e a percepção do mundo exterior são processados através dos cinco sentidos e da mente, que constituem o Rokkon (Roku = Seis, Kon = Raízes). Na doutrina budista, ensina-se a existência ainda do Nanashiki (Nana = sétimo, Shiki = saber), Hashiki (Ha = oitavo, Shiki = saber) ou Arayashiki e do Kushiki (Nono saber). Ensina-se que desses nove saberes (sentidos), o 8ª e o 9ª são independentes da existência ou da extinção do corpo, ao contrário do 7ª saber e das seis raízes que se extinguem junto com o corpo.
O oitavo saber ou Arayashiki, funciona como um depósito das ações, pensamentos e desejos, bons ou maus. Sendo esse Arayashiki inextinguível, os Zaishou das vidas anteriores continuam armazenados.
A Butsuryu-Shu tem por finalidade a extinção dos Zaishou que estão no Arayashiki, através da oração do Myouhou e, conseqüentemente desenvolver a natureza búdica inerente ao nosso ser.
O conceito do Alaya Vijnana/Arayashiki foi desenvolvido dentro da escola de pensamento budista Yogacara, como uma resposta à indagação de onde se armazenavam as sementes do carma do indivíduo.